# Boké (prefektur)
Boké är en prefektur i Guinea.   Den ligger i regionen Boké, i den västra delen av landet, 190 km norr om huvudstaden Conakry. Antalet invånare är 289 407. Arean är 11 124 kvadratkilometer. Boké gränsar till Gaoual, Télimélé och Boffa. 
Följande samhällen finns i prefekturen:
- Sangarédi
- Kamsar
- Tanéné
- Boké
- Sanguéya